# دایره کادیولو
دایره کادیولو (به لاتین: Kadiolo Cercle) یک منطقهٔ مسکونی در مالی است که در استان سیکاسو واقع شده‌است. دایره کادیولو ۵٬۳۵۷ کیلومتر مربع مساحت و ۲۳۹٬۷۱۳ نفر جمعیت دارد.